# Груич, Еврем
Еврем Груич (серб. Јеврем Грујић) (8 ноября 1827, Дарошава — 15 сентября 1895, Белград) — сербский государственный деятель, юрист, политик и дипломат.

## Карьера
Являлся блюстителем справедливости в правительстве Филипа Христича, министром внутренних дел в первом правительстве Стевче Михайловича (Княжество Сербия), членом Государственного совета и послом Королевства Сербия в Константинополе, Лондоне, Париже и Брюсселе.

## Общественная деятельность
Один из основателей Сербской молодёжной ассоциации, а также являлся участником Майской ассамблеи в Сремских Карловцах, секретарем Андреевской ассамблеи, президентом Объединённой сербской молодежи и членом Общества сербской литературы, почётным членом Сербской академии наук и искусств. Идеолог сербского либерализма.